# 15627 Hong
15627 Hong è un asteroide della fascia principale. Scoperto nel 2000, presenta un'orbita caratterizzata da un semiasse maggiore pari a 2,5888342 UA e da un'eccentricità di 0,1245566, inclinata di 4,30435° rispetto all'eclittica.